# Notre Dame (Dinant)

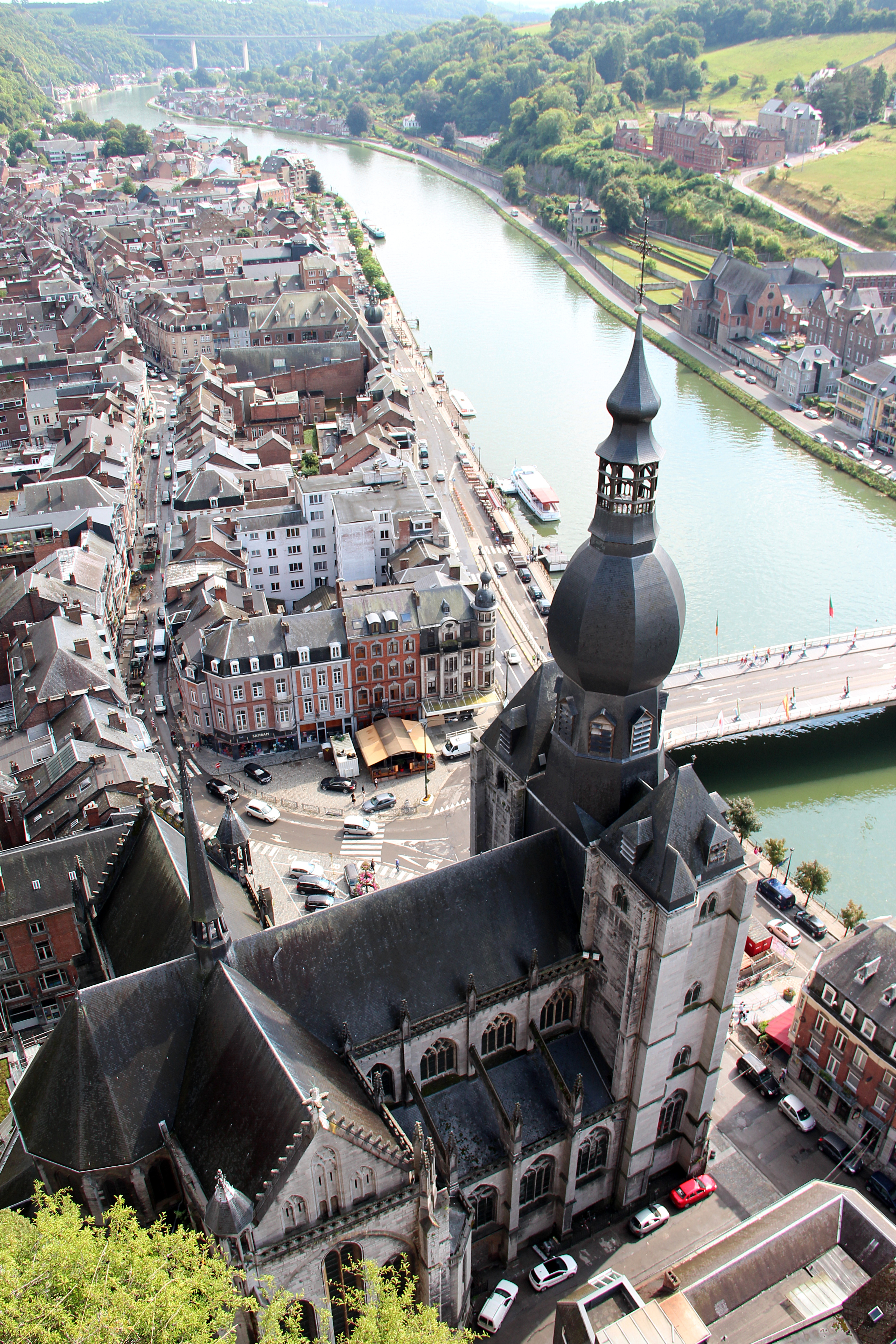
Notre-Dame in Dinant

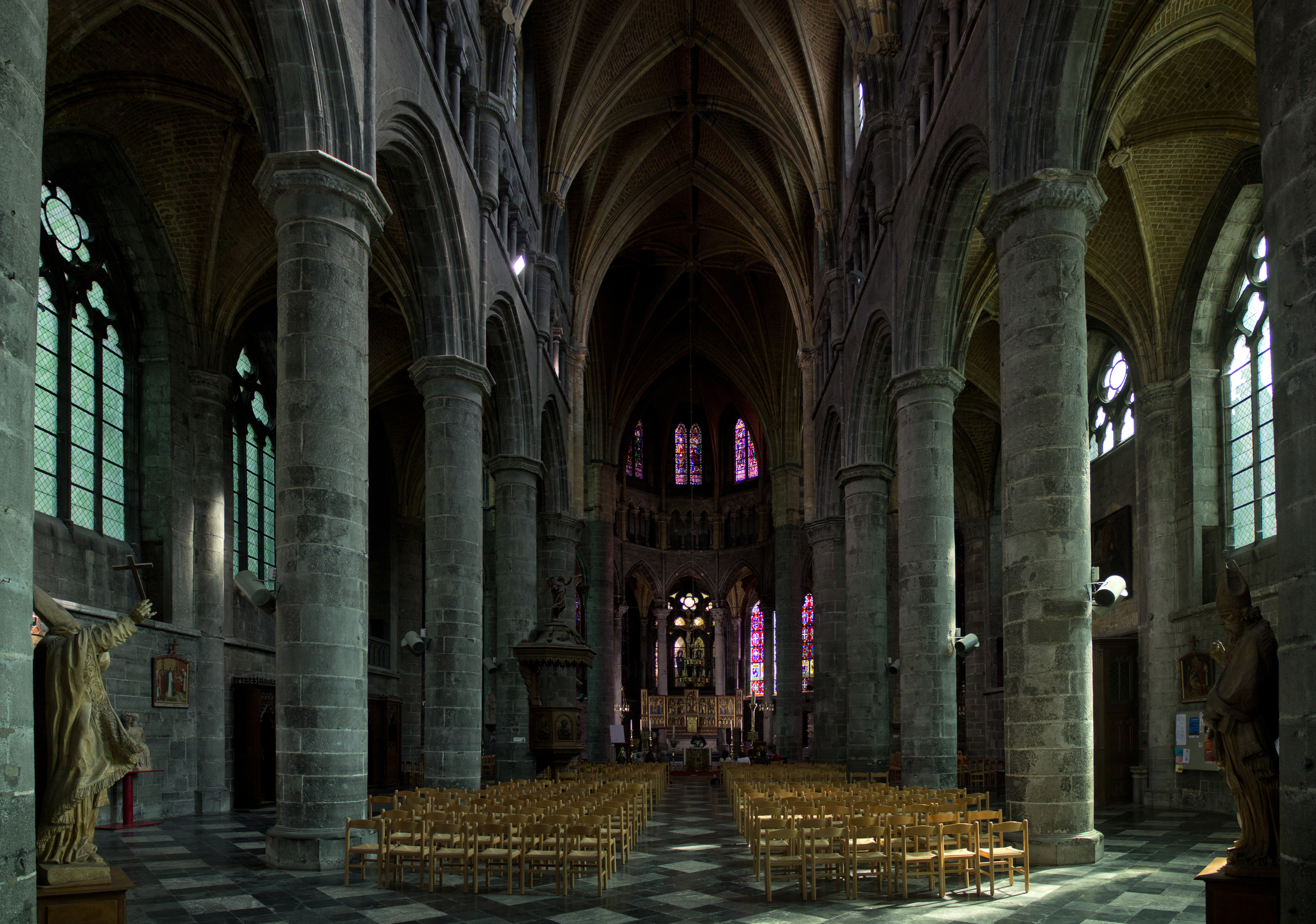
Innenraum

Die Stiftskirche Notre-Dame von Dinant (französisch Collégiale Notre-Dame) ist ein katholisches Kirchengebäude am rechten Ufer der Maas in Dinant in der belgischen Provinz Namur. Ein erster romanischer Bau war eingestürzt und wurde im 13. Jahrhundert durch einen gotischen Neubau ersetzt. Die Kirche ist eines der repräsentativsten Bauwerke der Architektur im Stil der Maasgotik, die sich im 13. Jahrhundert im ehemaligen Fürstentum Lüttich ausbreitete.

## Geschichte
Das Kollegiatstift St. Maria in Dinant ist 1086 erstmals als solches erwähnt. Der Konvent bestand aber zu dieser Zeit schon über 200 Jahre, möglicherweise ursprünglich als Benediktinerkloster.
Das romanische Vorgängerbauwerk der heutigen Kirche stürzte 1227 nach dem Absturz eines riesigen Felsblocks ein. Es wurde aus Dinant-Kalkstein nach importierten Vorbildern aus Burgund und der Champagne wieder aufgebaut.

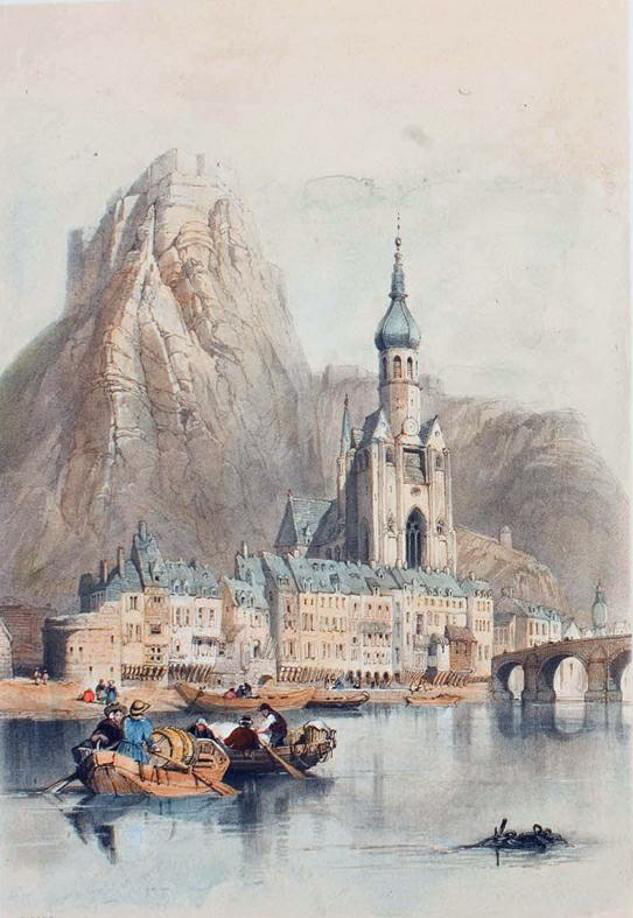
Die Stiftskirche Notre-Dame im Jahr 1838 (Gemälde)

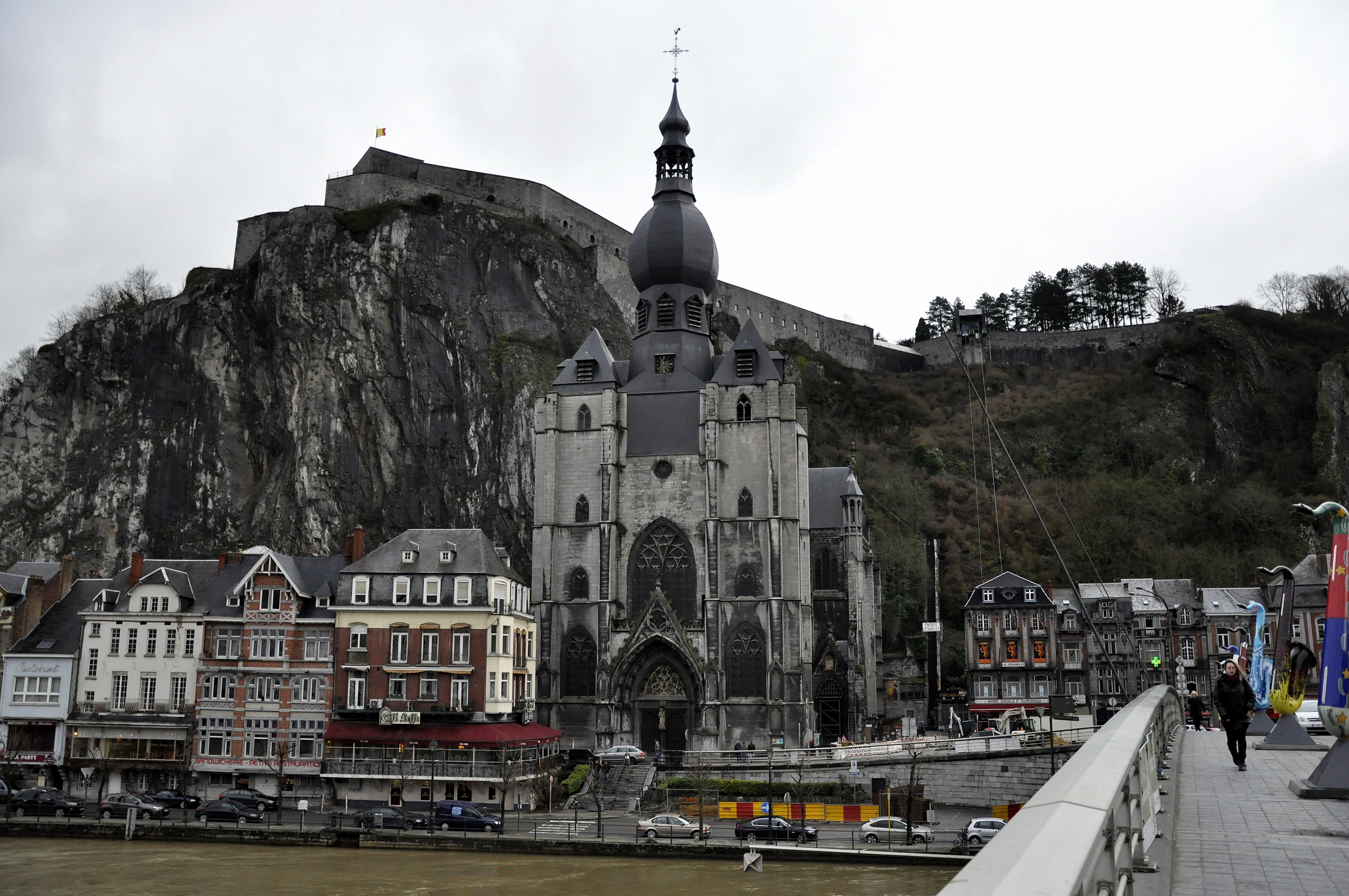
Ansicht von Westen

Mehrere Ereignisse beschädigten das Gebäude im Laufe seiner Geschichte schwer, etwa die Plünderung Dinants im Jahr 1466 durch Philipp den Guten und der Durchzug der Truppen des Herzogs von Nevers im Jahr 1554. Während der Französischen Revolution wurde das Stiftskapitel aufgelöst und das Kirchengebäude profaniert und beraubt. Im 19. Jahrhundert wurde die Stiftskirche unter der Leitung der Architekten Schoonejans, Jules-Jacques Van Ysendyck und Auguste Van Assche gründlich restauriert, wobei die Arbeiten darauf abzielten, die stilistische Einheit des 13. Jahrhunderts wiederherzustellen. Die Kirche wurde durch Beschuss und Brand beim Vorrücken der deutschen Armee 1914 im Ersten Weltkrieg (Massaker von Dinant) schwer beschädigt; die Stiftskirche wurde zwischen 1919 und 1923 vom Architekten Chrétien Veraart wiederaufgebaut. Das Äußere ist geprägt durch die barocke Turmhaube auf dem gotischen Westbau. Der für das Stadtbild charakteristische Kontrast zwischen dem Bauwerk und dem dahinter aufragenden Felsen veranlasste den katholischen Geistlichen Jean Lejeune zu dem Ausspruch, dass der Kontrast von Architektur und Landschaft eine Metapher für die Zerbrechlichkeit alles Menschlichen ist.

## Beschreibung und Abmessungen
Die Stiftskirche ist 50 m lang und am Querschiff 30 m breit. Das Mittelschiff ist 22 Meter hoch, während die Seitenschiffe etwa 14 Meter hoch sind. Die Säulen der großen Arkaden des Kirchenschiffs sind zylindrisch. Der Chor ist klein, da er sich an hohe Felsen anlehnt. Der zwiebelförmige Glockenturm überragt die Maas um mehr als 100 Meter. Victor Hugo bezeichnete die Zwiebelhaube etwas respektlos als großen Wassertropfen.
Trotz der geringen Abmessungen, die durch die Enge des Ortes bedingt sind, vermittelt das Innere einen Eindruck von Größe und Nüchternheit, wie er für die maasländische Schule typisch ist. Das Bauwerk ist eine kreuzförmige Basilika mit polygonalem Umgangschor. Einheitliche Säulen mit achteckigen Knospenkapitellen im regionalen Stil tragen hohe profilierte Arkaden, ein Triforium mit Laufgang und hohe Fenster mit Maßwerk.
Die Reliefs in der Taufkapelle und das Taufbecken stammen aus dem 11. Jahrhundert.
Die Stiftskirche ist mit einer Reihe künstlerisch wertvoller Gemälde ausgestattet, von denen die bedeutendsten Gemälde von Antoine Joseph Wiertz stammen, einem lokal beheimateten Maler und dem Wegbereiter der romantischen Schule in Belgien.
Die Orgel ist ein Werk von Charles Anneessens aus dem Jahr 1879 mit 35 Registern auf zwei Manualen und Pedal, das im Jahr 1927 durch Louis Lemercinier umgebaut wurde.

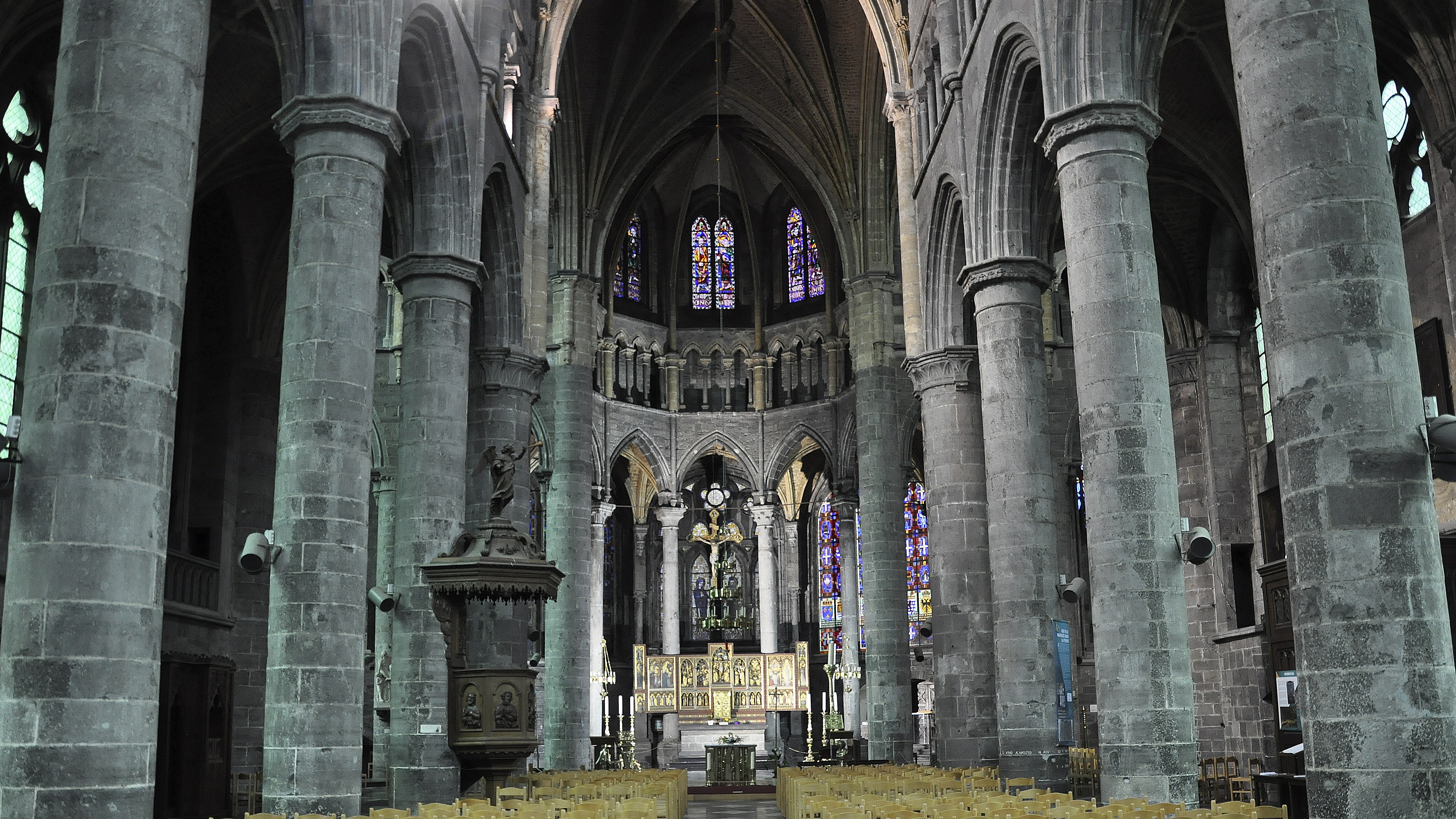
Innenansicht
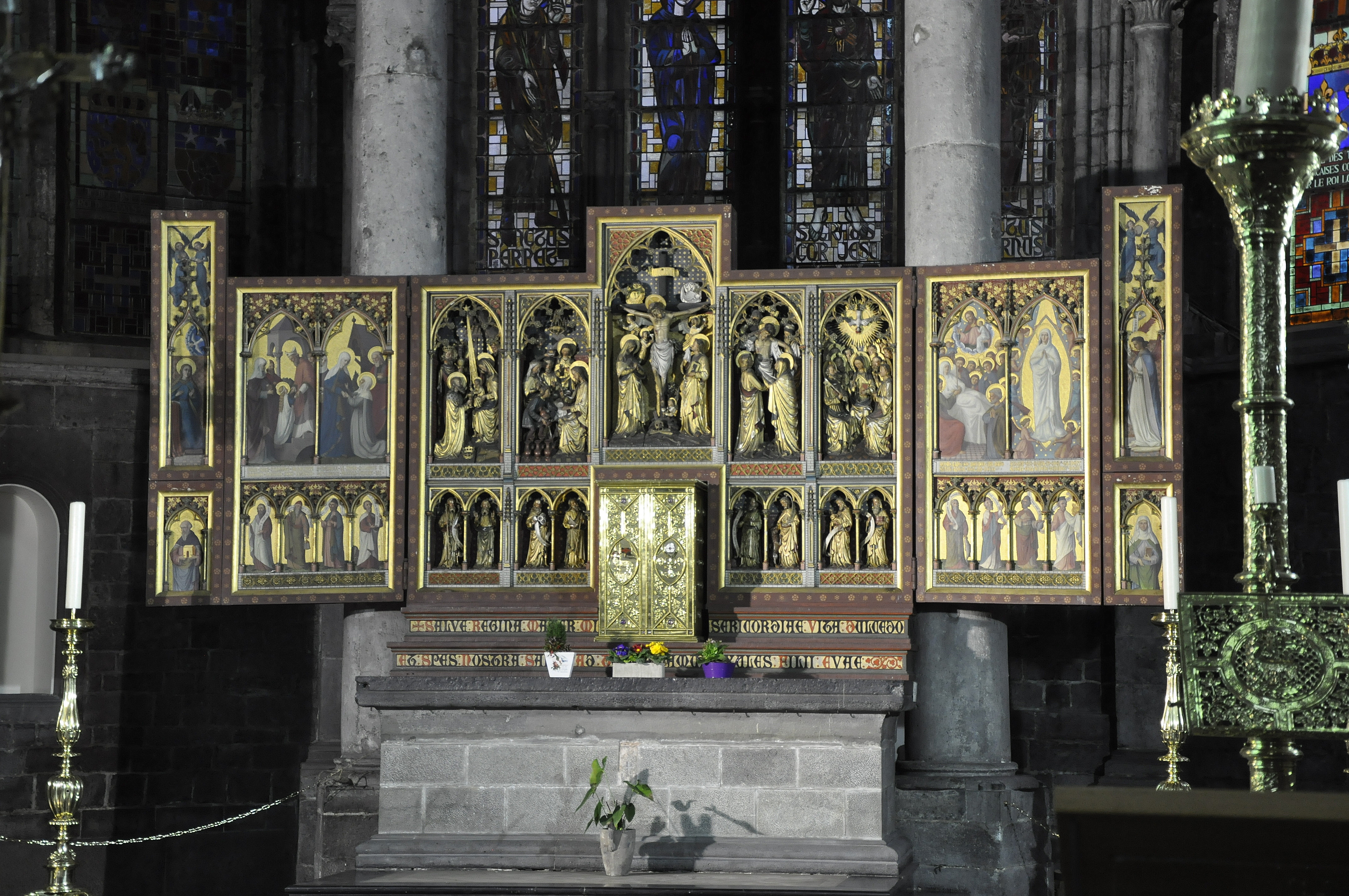
Hauptaltar
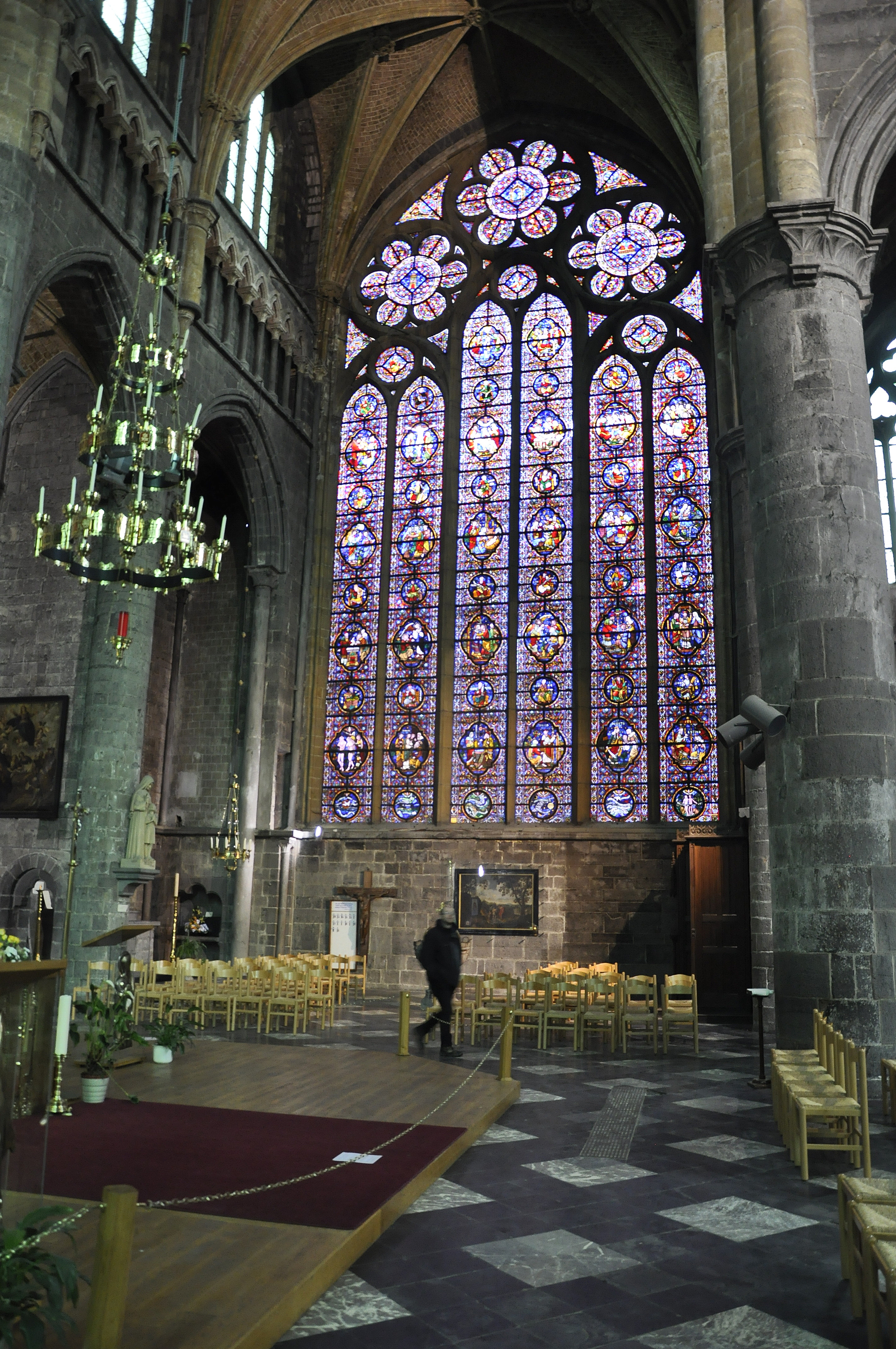
Glasmalereien von Gustave Ladon

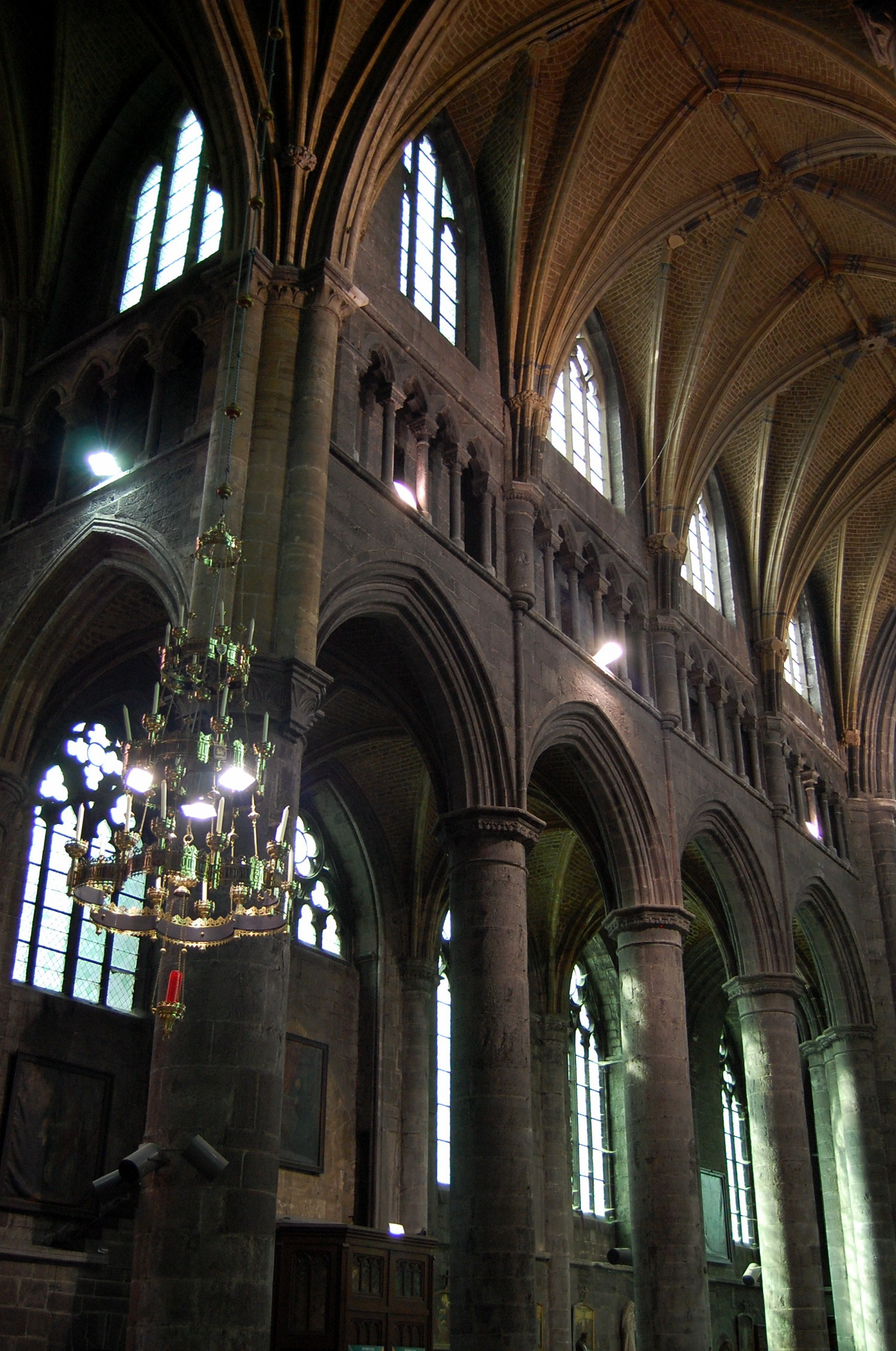
Arkaden im Langhaus
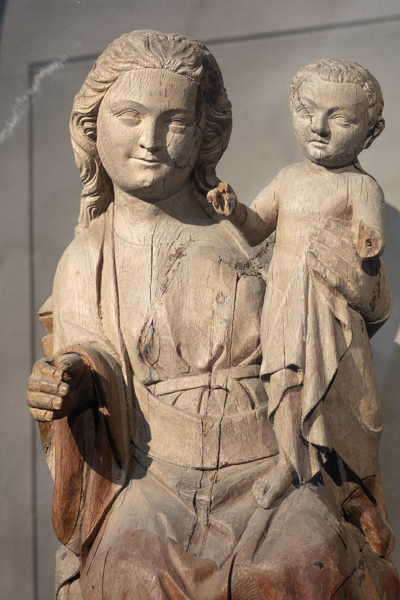
Sedes Sapientiae (14. Jahrh.)
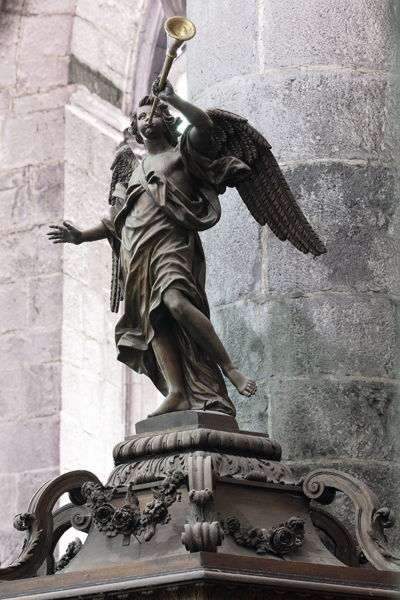
Kazel
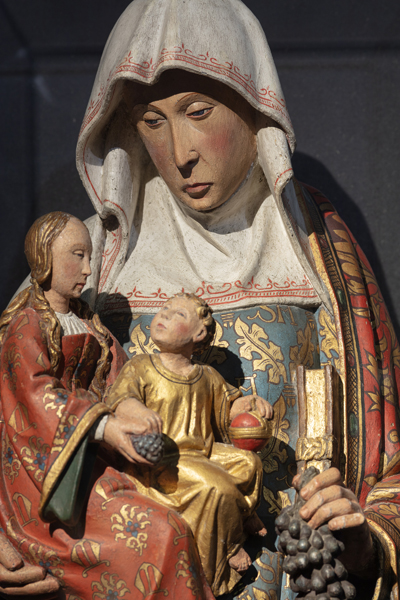
Anna selbdritt (16. Jahrh.)